# Mathias Poledna

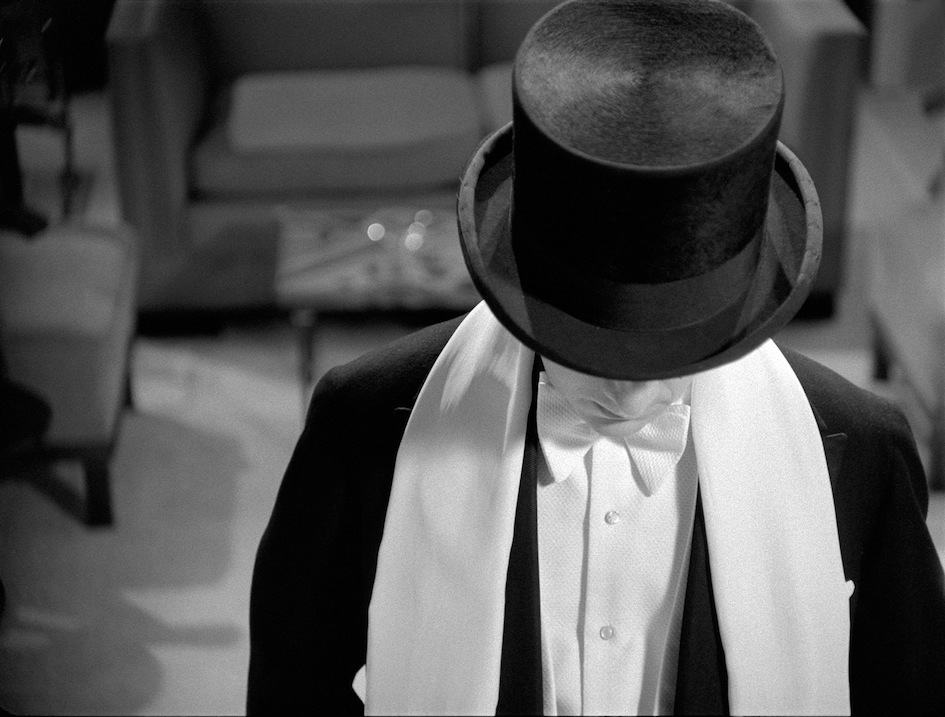
2013 Mathias Poledna
"A Village by the Sea"
(Biennale di Venezia 2013)

Mathias Poledna (* 1965 in Wien) ist ein österreichischer Künstler.

## Leben
Mathias Poledna studierte an der Hochschule für angewandte Kunst Wien und Universität Wien.
Poledna lebt und arbeitet in Los Angeles. 2009 erhielt er den Preis der Stadt Wien für Bildende Kunst.

## Einzelausstellungen
- 2001 Grazer Kunstverein, Graz
- 2002 Richard Telles Fine Art, Los Angeles
- 2003 MUMOK Filminstallation Western Recording[2]
- 2004 Galerie Meyer Kainer, Wien
- 2005 Richard Telles Fine Art, Los Angeles
- 2006 Witte de With Center for Contemporary Art, Rotterdam, Kurator Nicolaus Schafhausen
- 2006 Galerie Buchholz, Köln
- 2007 Hammer Museum, Los Angeles
- 2009 Bonner Kunstverein, Bonn (mit Christopher Williams)
- 2009 Museum of Contemporary Art, Chicago
- 2009 New Museum of Contemporary Art, New York City
- 2010 Galerie Meyer Kainer, Wien
- 2010 Neuer Portikus, Frankfurt am Main
- 2011 Raven Row, London (mit Florian Pumhösl)
- 2012 Galerie Buchholz, Berlin
- 2013 Mathias Poledna "A Village by the Sea" (2011), Secession, Wien (27. Februar – 21. April 2013)
- 2015 Galerie Buchholz, Köln
- 2017 Galerie Buchholz, New York

## Auszeichnungen
- 2023 Österreichischer Kunstpreis für Medienkunst[3]